# 圣塞西利亚德拉尔科尔
圣塞西利亚德拉尔科尔，是西班牙卡斯蒂利亚-莱昂帕伦西亚省的一个市镇。 总面积20平方公里，总人口160人（2001年），人口密度8人/平方公里。